# From ARGONAVIS
《from ARGONAVIS》(프롬 아르고나비스, フロム アルゴナビス 프로무 아르고나비스[*])는 《월간 부시로드》에 연재된 동명의 만화 작품 및 일러스트 연재를 기초로 한 미디어 믹스 프로젝트이다. 그 프로젝트의 일환으로 ‘Argonavis’(아르고나비스), ‘GYROAXIA’(자이로악시아) 등이 성우 유닛으로 활동하고 있다.
프로젝트 시작부터 2021년 11월 22일까지는 《ARGONAVIS from BanG Dream!》(아르고나비스 프롬 뱅드림!, アルゴナビス フロム バンドリ！ 아르고나비스 프로무 반드리![*])의 이름으로 《BanG Dream! プロジェクト》(뱅드림! 프로젝트, バンドリ！プロジェクト 반드리! 프로젝트[*])의 일환으로 활동하다가 현재는 독립되어 있다.

## 팀이름 및 구성원

### Argonavis
- 나나호시 렌 (Vo.)

성우: 이토 마사히로
- 고료 유우토 (Gt.)

성우: 휴가 다이스케
- 마토바 와타루 (Ba.)

성우: 마에다 세이지
- 키쿄 리오 (Key.)

성우: 모리시마 슈타
- 시로이시 반리 (Dr.)

성우: 하시모토 쇼헤이

### GYROAXIA
- 아사히 나유타 (Vo.)

성우: 오가사와라 진
- 사토즈카 료타 (Gt.)

성우: 하시모토 신이치
- 미소노 레온 (Gt.)

성우: 마노 타쿠미
- 아케보노 료 (Ba.)

성우: 아키야 히로토
- 사카이가와 미유키 (Dr.)

성우: 미야우치 코스케

### Fantôme Iris
- 펠릭스 루이=클로드 몽도르 (Vo.)

성우: 란즈베리 아서
- 쿠로카와 토모루 (Gt.)

성우: 와다 마사야
- 스자키 쥰 (Gt.)

성우: 후쿠야마 쥰
- 미츠루기 코하루 (Ba.)

성우: 요나가 츠바사
- 쿠스노키 다이몬 (Dr.)

성우: 아유카와 타이요

### 풍신RIZING!
- 카미노시마 후타 (Vo.&Sax.)

성우: 나카지마 요시키
- 츠바키 야마토 (Gt.)

성우: 카네코 마코토
- 하야사카 코헤이 (Gt.)

성우: 아베 아츠시
- 와카쿠사 아오이 (Tb.)

성우: 사카이 코다이
- 고토 미사키 (Dr.)

성우: 요시노 히로유키

### εpsilonΦ
- 우지가와 슈 (Vo.)

성우: 사카키하라 유우키
- 니죠 하루카 (Gt.&Vo.)

성우: 카지와라 가쿠토
- 니죠 카나타 (Ba.)

성우: 이치하라 타이치
- 쿠라마 타다오미 (Syn.)

성우: 미네기시 케이
- 카라스마 레이지 (Dr.)

성우: 타치바나 신노스케

### ST//RAYRIDE
- 요코카와 린타로 (Vo.)

성우: SHIN
- 텐노지 류스케 (MC)

성우: 하야시 유